# Deep Duck Trouble Starring Donald Duck
Deep Duck Trouble Starring Donald Duck, в Японии вышла под названием The Four Treasures of Donald Duck (ドナルドダックの4つの秘宝, Donald Duck no 4tsu no Hihō), — компьютерная игра для Sega Master System и Sega Game Gear, первоначально выпущенная в 1993 году. Является продолжением Lucky Dime Caper (1991), выпущенной на тех же платформах.

## Игровой процесс
Основными средствами атаки Дональда являются удары ногами по блокам (некоторые из которых содержат бриллианты или рожки мороженого) и поедание перца чили, который временно позволяет Дональду преодолевать всех врагов на высокой скорости. Перед началом уровня игрок может выбрать стартовое расположение на карте. Если игрок теряет три жизни, игра заканчивается.

## Отзывы
| Иноязычные издания | Иноязычные издания | Иноязычные издания |
| Издание            | Оценка             | Оценка             |
| Издание            | Master System      | SGG                |
| ------------------ | ------------------ | ------------------ |
| Sega Magazine      | 80 %               | 81 %               |